# Ganzhouzhen (ort i Kina, Jiangxi Sheng, lat 28,82, long 115,43)
Ganzhouzhen är en ort i Kina. Den ligger i provinsen Jiangxi, i den sydöstra delen av landet, omkring 46 kilometer väster om provinshuvudstaden Nanchang. Antalet invånare är 33 053. Befolkningen består av 15 874 kvinnor och 17 179 män. Barn under 15 år utgör 20,0 %, vuxna 15-64 år 71 %, och äldre över 65 år 7,0 %.
Runt Ganzhouzhen är det ganska tätbefolkat, med 155 invånare per kvadratkilometer. Närmaste större samhälle är Chi'an, 15,3 km söder om Ganzhouzhen. Trakten runt Ganzhouzhen består till största delen av jordbruksmark.
Genomsnittlig årsnederbörd är 2 159 millimeter. Den regnigaste månaden är juni, med i genomsnitt 337 mm nederbörd, och den torraste är oktober, med 44 mm nederbörd.